# Elezioni europee del 2024 in Lettonia
Le elezioni europee del 2024 in Lettonia si sono tenute sabato 8 giugno per eleggere gli 9 membri del Parlamento europeo spettanti alla Lettonia.

## Sistema elettorale
Per le elezioni europee, la legge elettorale lettone prevede l’applicazione, in un'unica circoscrizione nazionale, di un sistema elettorale a base proporzionale con liste aperte ed una soglia di sbarramento al 5%.
Le preferenze sono in seguito tradotte in seggi secondo il metodo Sainte-Laguë.
Tutte le persone che hanno la cittadinanza lettone (dunque esclusi i Non cittadini lettoni) ed una residenza principale in Lettonia, i cittadini lettoni senza residenza in Lettonia (c.d. “lettoni all'estero”) e altri cittadini dell'Unione (se la loro residenza principale è in Lettonia) hanno diritto di voto alle elezioni europee nel paese.
L’esercizio attivo del diritto è ammesso dai 18 anni in su, compresi coloro che compiono tale età entro il giorno delle elezioni, al più tardi. La registrazione al voto è attuata d’ufficio in base alla residenza.
L’esercizio del diritto di candidarsi è ammesso per tutte le persone che hanno diritto di voto e hanno raggiunto l'età di 21 anni il giorno delle elezioni.
È ammesso il voto per posta ma solo per i cittadini all’estero, mentre è ammesso il voto per procura in caso di inabilità e secondo specifiche procedure. Non è invece ammesso il voto elettronico, né è disposto alcun obbligo di voto.

## Risultati
| Liste           | Liste                                      | Partito europeo | Gruppo          | Voti      | %     | Seggi |
| --------------- | ------------------------------------------ | --------------- | --------------- | --------- | ----- | ----- |
|                 | Nuova Unità (JV)                           | PPE             | PPE             | 130.563   | 25,09 | 2     |
|                 | Alleanza Nazionale (NA)                    | PCRE            | ECR             | 114.858   | 22,07 | 2     |
|                 | Per lo Sviluppo della Lettonia (LA)        | –               | RE              | 48.696    | 9,36  | 1     |
|                 | Lista Unita (AS)                           | –               | ECR             | 42.551    | 8,18  | 1     |
|                 | I Progressisti (PRO)                       | PVE             | Verdi/ALE       | 38.752    | 7,45  | 1     |
|                 | Partito Socialdemocratico "Armonia" (SDPS) | PSE             | S&D             | 37.096    | 7,13  | 1     |
|                 | Prima la Lettonia (LPV)                    | ECPM            | PfE             | 32.034    | 6,16  | 1     |
|                 | Potere Sovrano (SV)                        | ECPM            | –               | 13.623    | 2,62  | –     |
|                 | Unione dei Verdi e degli Agricoltori (ZZS) | –               | –               | 11.852    | 2,28  | –     |
|                 | Altri (<2,15%)                             | –               | –               | 44.560    | 9,66  | –     |
| Totale          | Totale                                     | Totale          | Totale          | 514.585   | 100   | 9     |
| Voti non validi | Voti non validi                            | Voti non validi | Voti non validi | 6.641     | 1,11  |       |
| Votanti         | Votanti                                    | Votanti         | Votanti         | 521.226   | 33,82 |       |
| Elettori        | Elettori                                   | Elettori        | Elettori        | 1.541.102 |       |       |